# Triplophysa arnoldii
Triplophysa arnoldii är en fiskart som beskrevs av Prokofiev 2006. Triplophysa arnoldii ingår i släktet Triplophysa och familjen grönlingsfiskar. Inga underarter finns listade i Catalogue of Life.